# Jersie Kirke
Jersie Kirke är en kyrka som ligger mitt i samhället Jersie i Solrøds kommun sydväst om Köpenhamn.

## Kyrkobyggnaden
I sin nuvarande form består kyrkan av ett långhus med rakt kor i öster och torn i väster. Vid långhusets södra sida finns ett vidbyggt vapenhus. Långhus, torn och vapenhus har sadeltak som är belagda med rött taktegel och har trappgavlar.
Ursprungliga kyrkan i romansk stil uppfördes vid slutet av 1200-talet. Omkring år 1400 revs det romanska koret och kyrkan förlängdes åt öster och fick nuvarande kor som är lika brett som långhuset. Kyrktornet i gotisk stil tillkom omkring år 1500.

## Inventarier
- Predikstolen, med årtalet 1593 utskuret i relief, är troligen tillverkad av Oluf Nielsen Krogs verkstad.
- Dopfunten i romansk stil är av granit. Tillhörande dopfat är ett sydtyskt arbete från tiden omkring 1550 - 1575.
- Altartavlan är en målning med signaturen "I. Roed. dp. Roma 1840". Motivet är herdarnas tillbedjan.
- Nattvardskärl är skänkt till kyrkan 1658.
- Orgeln med 14 stämmor, två manualer och pedal är tillverkad av Frobenius och installerad 1991.